# 弗兰斯·图奥希马
弗兰斯·图奥希马（芬蘭語：Frans Tuohimaa，1991年8月19日—），芬兰男子冰球运动员，场上位置是守门员。他曾代表芬兰参加2022年冬季奥林匹克运动会冰球比赛，获得一枚金牌。